# Kunstmuseum Daringer
Das Kunstmuseum Daringer ist ein 2013 in Aspach gegründetes Museum und zeigt das künstlerische Wirken der Aspacher Künstlerfamilie Daringer. 2017 erhielt das Kunstmuseum das Österreichische Museumsgütesiegel.
Drei Generationen von Malern und Bildhauern aus der Familie Daringer lebten und wirkten in Aspach. Neben Werken von Engelbert Daringer zeigt das Museum Skulpturen aus Holz, Stein und Bronze des akademischen Bildhauers Manfred Daringer. Die Werke des Wotruba-Schülers und -Preisträgers zu den Themen Liebe, Leid und Tod können nicht nur im Kunstmuseum, sondern auch am „Daringer Lebensweg Kunst“, der durch den Ort Aspach führt, betrachtet und berührt werden. Dazu wird den Besuchern das Wirken von Otto Daringer und Franz Daringer nähergebracht.